# Атрибутско-оријентисано програмирање
Атрибутско-оријентисано програмирање (АОП) је техника обележавања програмског нивоа. Програмери могу означити елементе програма (нпр класе и методе) да указују на то да они одржавају специфичне апликације или домен специфичну семантику. На пример, неки програмери могу дефинисати "Синдикат" атрибут и повезати га са методом да укаже на начин који треба да примени евидентирања функција, док остали програмери могу дефинисати "веб сервис" атрибут и повезати га са класом за означавање класа које треба да буду реализоване као веб сервис. Атрибути засебне апликацијске пословне логике из специфичне апликације или домена специфичне семантике (нпр Синдикат и веб сервис функције). Скривање детаља имплементације те семантике из програмског кода, атрибути повећавају ниво програмирање апстракције и смањују сложеност програмирања, што резултирало једноставније и више читљиве програме. Програм елементи повезани са атрибутима се трансформишу у детаљније програме од стране подржаних алата (нпр препроцесор). На пример, претпроцесор може убацити евидентирања програма у методе у вези са "Синдикат" атрибутом.

## Атрибут-оријентисано програмирање на разним језицима

### Јава
Са укључивањем мета податак објекта за програмски језик Јава (JSR-175) у J2SE 5.0 обради могуће је користити атрибут-оријентисано програмирање право из кутије. XDoclet библиотека омогућава коришћење атрибут оријентисани програмски приступ у ранијим верзијама Јаве. 

### C#
C# језик подржава атрибуте од свог првог издања. Међутим, ови атрибути се користе да дају информације Рун-тиме и не користи препроцесор (не постоји у C#  референтна имплементација).

### UML
Unified Modeling Language (UML) подржава неку врсту атрибута који се зове стереотипи.

## Алати
- Annotation Processing Tool (apt)
- Spoon, назначење-покретног Јава програм трансформатора
- XDoclet, Javadoc-покретни програм генератор